# Diagramma di Latimer

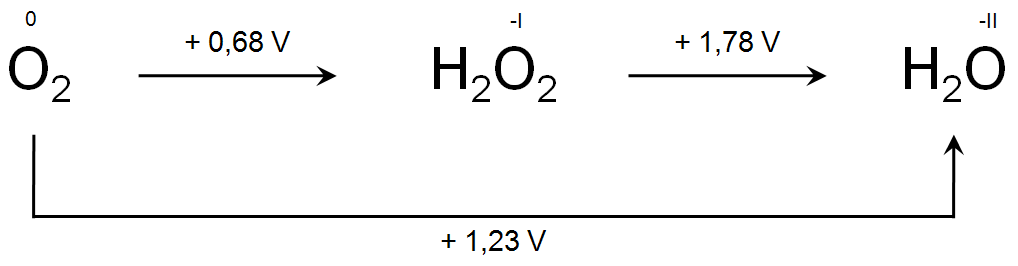
Diagramma di Latimer per l'ossigeno

Il diagramma di Latimer, introdotto dal chimico statunitense Wendell Latimer (1893–1955), è una rappresentazione schematica che mette in relazione gli stati di ossidazione di un elemento chimico con i potenziali standard delle trasformazioni redox associate alla variazione degli stessi stati di ossidazione.
Viene costruito ponendo sul lato sinistro la forma maggiormente ossidata seguita via via dalle forme a più basso numero di ossidazione. Spostandosi da sinistra verso destra, quindi, tende ad aumentare il carattere riducente. Le varie forme sono separate da una freccia sopra la quale è indicato il potenziale standard di riduzione relativo alle due coppie adiacenti.

## Applicazioni
Tra le sue applicazioni, il diagramma consente in modo pratico il calcolo dei potenziali di coppie non adiacenti ricavando la funzione di stato ΔG dalla relazione ΔG = -nFΔE e facendo la somma algebrica dei passaggi intermedi fino allo stadio finale. Noto questo ΔG totale, tramite la medesima relazione appena descritta, si può ricavare il potenziale relativo alle coppie non adiacenti.
Formula per il potenziale di coppie non adiacenti:  {\displaystyle {\bar {E}}={\frac {\sum n_{i}\cdot E_{i}}{\sum n_{i}}}}
Es.
{\displaystyle \mathrm {ClO_{4}^{-}{\xrightarrow {+1.20V}}\ ClO_{3}^{-}{\xrightarrow {+1.18V}}\ ClO_{2}^{-}{\xrightarrow {+1.65V}}\ HClO{\xrightarrow {+1.63V}}\ Cl_{2}{\xrightarrow {+1.36V}}\ Cl^{-}} }
applicando la somma algebrica ai potenziali standard {\textstyle {\ce {ClO3- -> ClO2-}}} e {\textstyle {\ce {ClO2- -> ClO-}}}, per la riduzione {\textstyle {\ce {ClO3- -> ClO-}}} si ottiene un potenziale di +1,42 V.
Un'altra utile applicazione pratica del diagramma di Latimer consiste nella possibilità di determinare agevolmente l'eventuale spontaneità di una dismutazione: una specie può infatti dismutare nelle due specie adiacenti se quella posta a sinistra possiede un potenziale minore rispetto a quella posta a destra.